# راء ملتف
راء ملتف أو آرى ملتف (الاسم العلمي: Aerva revoluta)، نوع نبات من فصيلة القطيفية.
إنه مستوطن في أرخبيل سقطرى، وهو جزء جغرافي حيوي من شرق إفريقيا، وجزء من يابسة اليمن عبر البحر الأحمر.
موئله الغابات الجبلية.